# Deutsche Fußball-Amateurmeisterschaft 1990
Deutscher Fußball-Amateurmeister 1990 wurde der FSV Salmrohr. Im Finale besiegte man vor heimischer Kulisse am 10. Juni 1990 den Rheydter SV mit 2:0.

## Teilnehmende Mannschaften
Sieben Meister der acht Oberliga-Staffeln sowie die jeweils zweiten der Oberliga Nord und Baden-Württembergs aus der Saison 1989/90 spielten in einer Aufstiegsrunde die vier Aufsteiger für die 2. Bundesliga aus. Da der Meister aus der Oberliga Baden-Württemberg (Karlsruher SC / Amateure) nicht aufstiegsberechtigt war, spielte er mit sechs Vizemeistern und dem dritten der Oberliga Nord um die Amateurmeisterschaft.
| Mannschaften | Mannschaften            | Ligen Saison 1989/90       |
|              | TuS Hoisdorf            | Oberliga Nord              |
|              | FC Hertha 03 Zehlendorf | Oberliga Berlin            |
|              | TuS Paderborn-Neuhaus   | Oberliga Westfalen         |
|              | Rheydter SV             | Oberliga Nordrhein         |
|              | SpVgg Bad Homburg       | Oberliga Hessen            |
|              | FSV Salmrohr            | Oberliga Südwest           |
|              | Karlsruher SC Amateure  | Oberliga Baden-Württemberg |
|              | TSV 1860 München        | Bayernliga                 |

## 1. Runde
Hinspiele:  Sa/So 19./20.05.     Rückspiele:  Do 24.05.
|                        | Gesamt |                         | Hinspiel | Rückspiel |
| ---------------------- | ------ | ----------------------- | -------- | --------- |
| TuS Paderborn-Neuhaus  | 4:2    | TuS Hoisdorf            | 2:1      | 2:1 n. V. |
| TSV 1860 München       | 3:5    | FSV Salmrohr            | 1:1      | 2:4       |
| SpVgg Bad Homburg      | 2:3    | Rheydter SV             | 1:0      | 1:3       |
| Karlsruher SC Amateure | 7:2    | FC Hertha 03 Zehlendorf | 5:1      | 2:1       |

## Halbfinale
Hinspiele: So 27.05.     Rückspiele: Sa 02.06.
|                       | Gesamt |                        | Hinspiel | Rückspiel |
| --------------------- | ------ | ---------------------- | -------- | --------- |
| TuS Paderborn-Neuhaus | 3:4    | FSV Salmrohr           | 3:1      | 0:3       |
| Rheydter SV           | 3:1    | Karlsruher SC Amateure | 1:1      | 2:0       |

## Finale
| FSV Salmrohr                                       | FSV Salmrohr | Rheydter SV | Rheydter SV |
| -------------------------------------------------- | --- | --- | ----------- |
| FSV Salmrohr                                       | \| Sonntag, 10. Juni 1990 in Salmtal (Salmtalstadion) \| \| Ergebnis: 2:0 (1:0) \| \| Zuschauer: 3.000 \| \| Schiedsrichter: Peter Correll (Heilbronn) \|                                                                                                   | \| Sonntag, 10. Juni 1990 in Salmtal (Salmtalstadion) \| \| Ergebnis: 2:0 (1:0) \| \| Zuschauer: 3.000 \| \| Schiedsrichter: Peter Correll (Heilbronn) \|                                                                                      | Rheydter SV |
| FSV Salmrohr                                       | Karl-Heinz Kieren – Manfred Plath – Matthias Schömann, Peter Henkes – Schu, Rainer Poltrock, Raimund Brittner , Herbert Herres (76. Heinrich Irmisch), Lidio Alves-Silva – Christoph Thiel (87. U. Linz), Paul Linz Cheftrainer: Wolfgang Hoor / Erwin Berg | Frank Busch – Frank Hammerschlag – Dietmar Janssen, Markus Günther (60. Oliver Stapel) – Wolfram Vieten, Jörg Jung, Ralf Addo, Jörg Pufahl (60. Georg Müffler), Herbert Scheulen – Holger Buschmann, Heinz Vossen Cheftrainer: Peter Schleuter | Rheydter SV |
| FSV Salmrohr                                       | 1:0 Christoph Thiel (42.) 2:0 Manfred Plath (85.) | | Rheydter SV |
| FSV Salmrohr                                       | Zeitstrafe (10min): P. Linz (89.) | Zeitstrafe (10min): Scheulen (89.) | Rheydter SV |
| Sonntag, 10. Juni 1990 in Salmtal (Salmtalstadion) | | |             |
| Ergebnis: 2:0 (1:0)                                | | |             |
| Zuschauer: 3.000                                   | | |             |
| Schiedsrichter: Peter Correll (Heilbronn)          | | |             |